# Harro Wödl
Harro Wödl (* 29. April 1927 in Perchtoldsdorf bei Wien; † 5. Oktober 1977 am Grimming, Steiermark) war ein österreichischer Segelflieger und Inhaber mehrerer Streckenrekorde, darunter der Weltmeistertitel von 1968 in der Offenen Klasse.
Bemerkenswert ist der vielfache österreichische Staatsmeister nicht nur durch seine Leistungen im Spitzen-Segelflugsport und seine Teilnahme an sieben Weltmeisterschaften (1963–1976), sondern auch durch die Tatsache, dass einer seiner Arme seit seiner Jugend gelähmt war. Wödl musste ihn immer, wenn er ins Cockpit stieg, mit der anderen Hand zurechtlegen.
Harro (Harald) Wödl war seit 1955 bis knapp vor seinem tödlichen Unfall am Grimming Leiter der Segelflugschule im Ennstal. Diese im deutschen Sprachraum sehr bekannte Schule war zunächst am militärischen Fliegerhorst bei Aigen untergebracht, musste jedoch um die Jahre 1973/74 nach Niederöblarn – direkt am Fuße des Grimming – umsiedeln. Dieser gewaltige Zweitausender (2351 m), dessen steiler Kalkblock das obere Ennstal beherrscht, bot dem jungen Flieger eine ideale Schule des thermischen Segelns. An dem sehr exponierten Hausberg der Region, der sich 1700 m über den Talboden der Enns erhebt, lernte Harro auch die kleinsten Anzeichen von Wetteränderungen anhand der Wolkenstrukturen zu beobachten. Diese Fähigkeit kam ihm schon bald bei den Junioren-Meisterschaften und bei späteren Wettbewerben zugute.
Als Lehrer war Wödl wegen seiner Wortkargkeit und seines trockenen Humors eher gefürchtet. Wer am Flugplatz unverantwortliches Verhalten oder Egoismus zeigte, war bei ihm schnell „unten durch“ – und zog meist vor, den Fluglehrer zu wechseln. Für seine Mannschaft war er ein geschätzter Vorgesetzter. Sein Nachfolger als Schulleiter wurde Ul van Husen (bis ca. 1995).
1969 erhielt er das Silberne Ehrenzeichen für Verdienste um die Republik Österreich.